# Art Spunkt

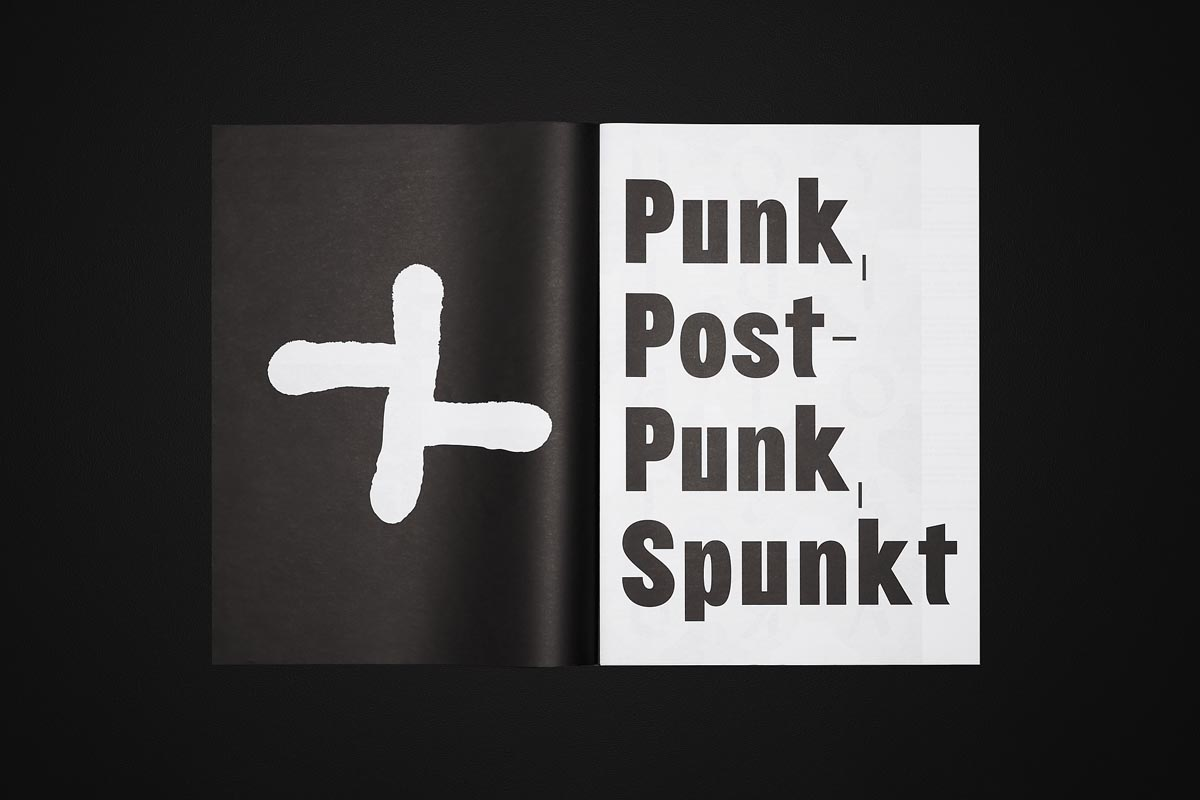
Publication Spunkt Art Now. Design Graphique Studio Feed, Montréal, 2020

L’art spunkt est un courant artistique caractérisé par l’influence du mouvement punk, de son idéologie et de son esthétique sur la démarche des artistes. 

Le terme Spunkt a été forgé par l’artiste québécois Sébastien Pesot en 2018. Contraction entre le mot allemand « der Punkt », qui signifie « le point » ou « le moment » et le mot anglais « spunk », qui signifie quant à lui « le cran » ou « la niaque », le mot spunkt porte en son centre son lien avec le mouvement punk. Ce néologisme a été forgé à la suite d'un constat : les termes punk et post-punk évoquant un lien intrinsèque à l’univers musical, il était nécessaire de créer un mot désignant spécifiquement les arts plastiques punk, d’autant plus que l’expression « art punk » désigne d’ores et déjà un style musical en soi. Ainsi, le mot spunkt fait référence uniquement aux arts visuels héritiers des mouvements punk et post-punk au XXIe siècle. À ce titre, « Spunkt repose sur l’affirmation d’une évidence : le punk a influencé l’art actuel ».
« Comme les avant-gardes, le punk voulait faire table rase. Ici ce sont plutôt les façons de se le réapproprier qui sont pensées, non pas dans le désir de le reproduire, mais dans celui de peser son héritage au sein de démarches artistiques, de juger sa postérité dans le monde d’aujourd’hui. »
Alors que la culture punk développe des positions anti-art, l’art spunkt reconnaît autant l’apport de l’art contemporain que celle de l’esthétique punk. Solidaire des positions politiques du mouvement punk, l’art spunkt se montre conscient des injustices sociales et écologiques ainsi que des disparités économiques qui perdurent. Il se distingue par son recul et son regard historique sur l’esthétique punk, en utilisant parfois les mêmes approches esthétiques et attitudes.

## Origines
Il existe un certain nombre de similitudes esthétiques entre le mouvement punk et d’autres courants artistiques du XXe siècle. Avec son rejet des valeurs établies, son sens aigu de l'autodérision et son iconoclasme, le punk est étroitement lié au dadaïsme. Très tôt, plusieurs de ses partisans ont également été influencés par le situationnisme. Le manager des Sex Pistols, Malcolm McLaren, faisait fréquemment allusion aux textes emblématiques du mouvement en déclarant : « C'est merveilleux d'utiliser le situationnisme dans le rock'n'roll ». En outre, l'appropriation parodique de l'imagerie religieuse ou politique sur les pochettes d'albums ou les affiches punk peut être associée à l'esprit déviant du situationnisme. 
Le spunkt, à l’instar du punk, prend racine dans les mouvements des avant-gardes comme le surréalisme et Dada où le DIY se fond dans une attaque beaucoup plus radicale contre le statut sacré du travail. Pour Gavin Grindon: « La rupture avec l'idée d'art est liée à une rupture avec l'idée de travail ». Dans cette perspective le travail s'oppose au jeu. Dada, le surréalisme et le punk sont des réactions à des scénarios de folie du monde, chacune de ces réactions étant ancrée dans des contextes historiques différents. Pour les artistes de ces trois mouvements, le langage et l'imagerie agressifs, violents et destructeurs ne véhiculaient donc rien d'autre qu'une évaluation de la réalité politique et sociale, contemporaine à ces avant-gardes.

## Parallèlement au mouvement punk, l’art postmoderne
L'art postmoderne regroupe un ensemble de mouvements artistiques critiques vis-à-vis de certaines tendances du modernisme. En général, des mouvements tels que l'intermédia, l'art de l'installation, l'art conceptuel et le multimédia, notamment la vidéo, sont décrits comme postmodernes.

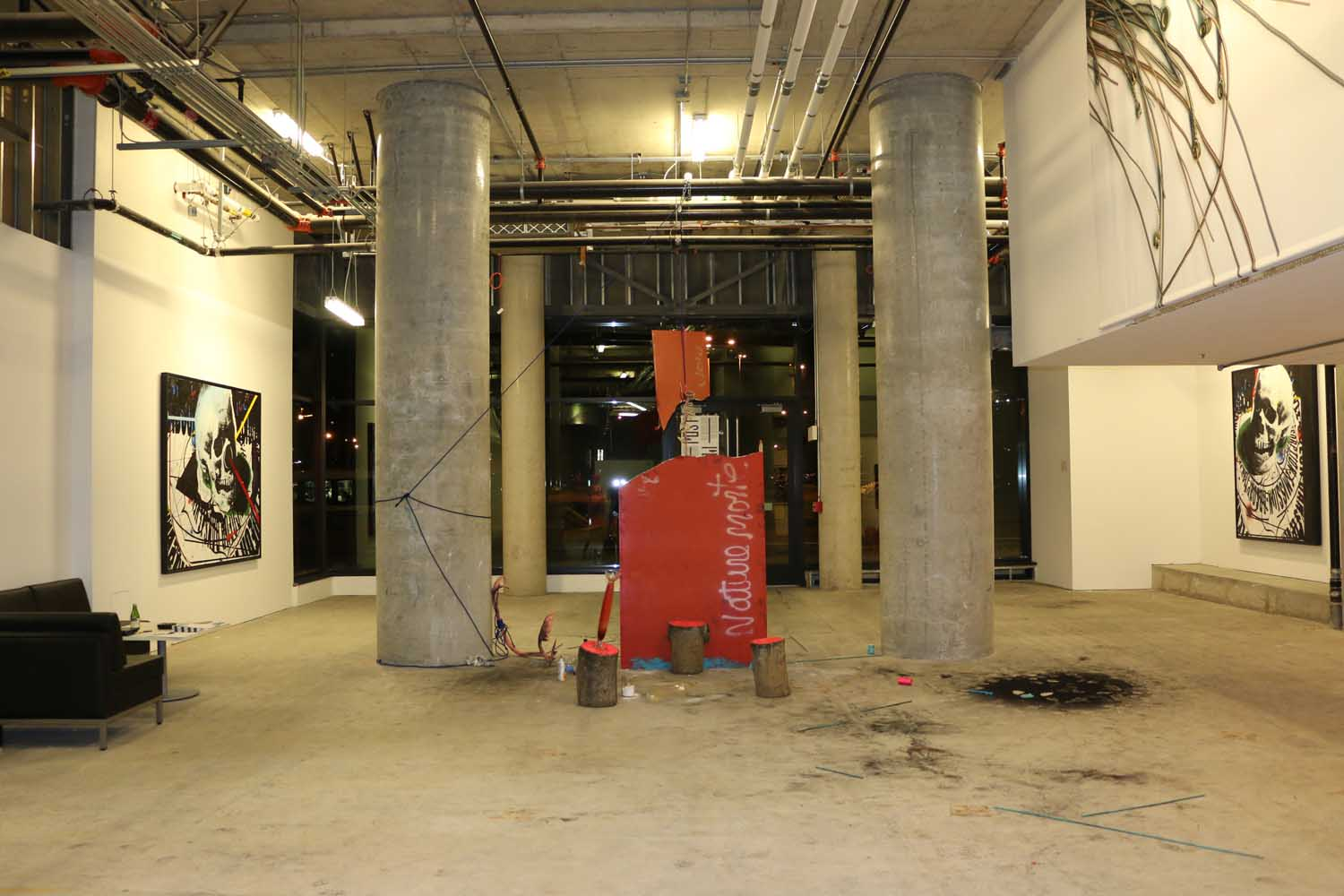
L'exposition : Dans un monde post: un événement post-punk, 2014

Plusieurs caractéristiques font de l'art un art postmoderne, notamment le bricolage, l'utilisation du texte comme élément artistique central, le collage, la simplification, l'appropriation, l'art de la performance, le recyclage de styles et de thèmes du passé dans un contexte moderne, ainsi que la rupture de la barrière entre les beaux-arts et la culture populaire,.

## Historique
Au Québec, l’art spunkt a fait l’objet d’expositions collectives, qui ont réuni des artistes se réclamant d’un héritage punk. Du 11 septembre au 4 octobre 2014 a eu lieu l’exposition « Dans un monde post-un événement post-punk » organisée par l’artiste-commissaire Sébastien Pesot à l’Université de Sherbrooke à Longueuil, avec les œuvres de sept artistes canadiens. En 2020, l’exposition « Spunkt Art Now » a été présentée à la galerie Antoine-Sirois de l’Université de Sherbrooke puis à la Maison de la culture Janine-Sutto à Montréal.  

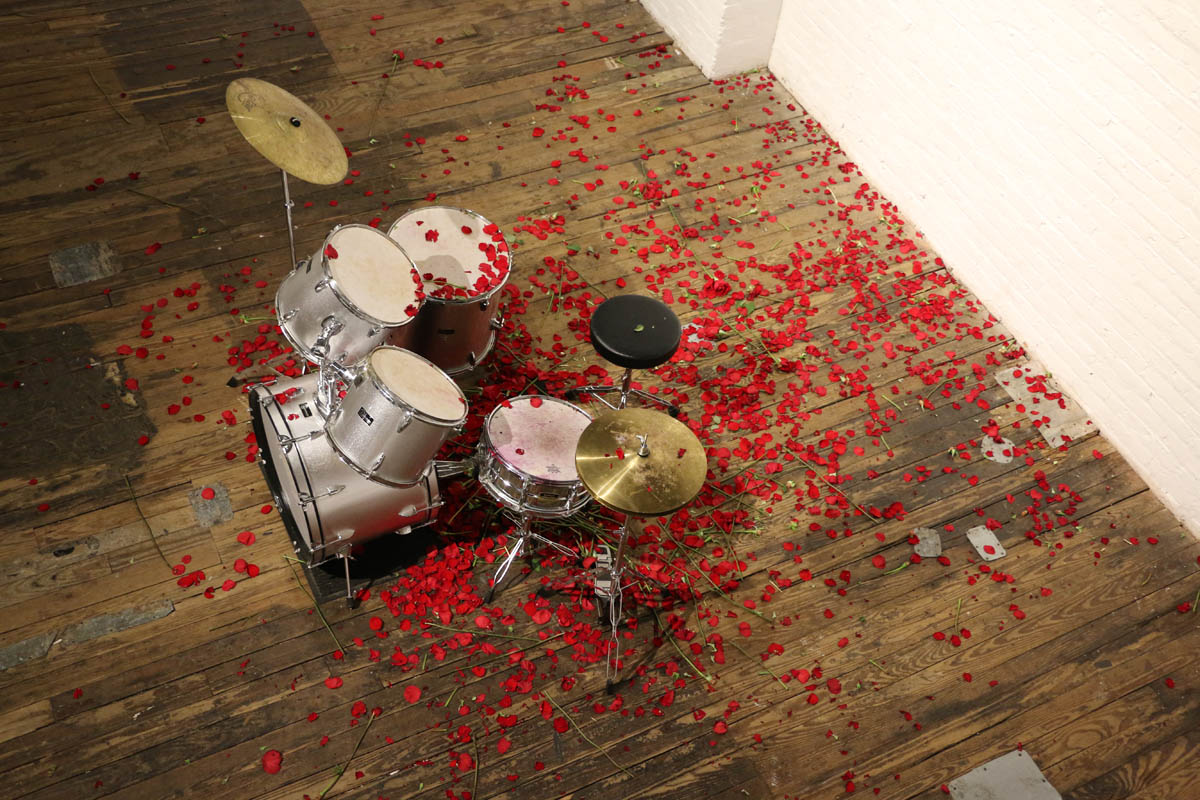
Ted Riederer, Drums and Roses, installation 2016

En 2016, l’exposition « In a Post-World : Post-Punk Art Now » a eu lieu au sein de la galerie new-yorkaise The Invisible Dog Art Center, Brooklyn. L'exposition visait à explorer l’influence du punk sur les pratiques artistiques d’aujourd’hui : l’importance du DIY et d’une esthétique caractéristique du mouvement punk. 
« Le punk occupe une place vraiment étrange dans notre paysage culturel. On pourrait dire qu'il n'existe même plus, et pourtant une grande partie de notre culture actuelle s'inspire de l'idéologie et de l'esprit punk. »   Andrew Nunes, Vice Magazine, 2016 
La publication Post-Punkt Art Now est produite parallèlement à cette exposition. Son format surdimensionné (68 × 50 cm) en fait un objet d’art en soi, à la frontière entre catalogue d’exposition, magazine et livre d’art. En 2017, cette publication bilingue est couronnée par le 20e concours Grafika dans la catégorie « Livre, ». Vincent Bilodeau, réalisateur en design d’animation, illustrateur et membre du jury à l’occasion du concours, estime que :
« l’idée derrière le choix d’un format surdimensionné, presque dérangeant, qui crée d’une certaine façon une relation amour/haine quant à sa manipulation, soutient parfaitement le contenu punk très attrayant de cette œuvre […] ».
Ces expositions et ces publications défendent des idées progressistes telles que le féminisme, l’environnementalisme et la démocratie directe, par exemple en refusant l’individualisme ambiant, en restant attentif à l’autre, ou encore en adoptant une forme d'organisation abolissant toute hiérarchie, comme a pu le revendiquer le courant punk.

## Artistes Spunkt
- Banksy
- Jean-Michel Basquiat
- Sylvain Bouthillette
- Caroline Caron
- Jake and Dinos Chapman
- Maurizio Cattelan
- Kim Dorland (en)
- Shepard Fairey
- Mark Flood (en)
- Gilbert & George
- Kim Gordon
- Dan Graham
- Richard Hambleton
- Lydia Lunch
- Christian Marclay
- Paryse Martin
- Mark Mothersbaugh
- Toby Mott (en)
- Sébastien Pesot
- Raymond Pettibon
- Kembra Pfahler
- Jamie Reid
- Daniel Richter
- Pussy Riot
- Linder Sterling
- Oli Sorenson
- Chloé Surprenant
- Julie-Andrée T.
- Henriette Valium